# Gmina Ljubovija
Gmina Ljubovija (serb. Opština Ljubovija / Општина Љубовија) – gmina w Serbii, w okręgu maczwańskim. W 2018 roku liczyła 12 805 mieszkańców.